# Nhóm ngôn ngữ Asli
Nhóm ngôn ngữ Asli là một nhóm ngôn ngữ Nam Á, hiện diện trên bán đảo Mã Lai. Chúng là ngôn ngữ của một bộ phận Orang Asli, những cư dân nguyên thủy của bán đảo. Tổng số người nói các ngôn ngữ Asli là chừng 50 ngàn người và hầu hết các ngôn ngữ này đều bị đe dọa. Những ngôn ngữ Asli được chính quyền Malaysia công nhận là Kensiu, Kintaq, Jahai, Minriq, Batek, Cheq Wong, Lanoh, Temiar, Semai, Jah Hut, Mah Meri, Semaq Beryli, Semelai và Temoq.

## Lịch sử và nguồn gốc
Nhóm ngôn ngữ Asli bắt nguồn từ mạn tây dãy Titiwangsa rồi dần lan về phía đông đến Kelantan, Terengganu và Pahang. Những nhánh ngôn ngữ gần với Nhóm ngôn ngữ Asli nhất là Nhóm ngôn ngữ Môn và Nhóm ngôn ngữ Nicobar. Có thể từng có cả những sự tiếp xúc giữa những bộ tộc Asli với người nói ngôn ngữ Môn hay Nicobar vào thời cổ.
Những ngôn ngữ Asli đều có từ mượn từ các nguồn ngôn ngữ mà ngày nay trên bán đảo Mã Lai không còn tồn tại nữa. Roger Blench (2006) ghi nhận sự hiện diện của từ mượn nhóm Borneo và Chăm-Aceh, cho thấy người nói những ngôn ngữ đó từng cư ngụ trên bán đảo.
Blagden (1906), Evans (1937) và Blench (2006) nhận ra rằng các ngôn ngữ Asli, nhất là nhóm Asli Bắc (Jahai), có nhiều từ mà không thể xác định nguồn gốc. Tiếng Kenaboi từng tồn tại của Negeri Sembilan cũng có nhiều từ không rõ nguồn gốc, ngoài những từ gốc Nam Á hay Nam Đảo.

## Phân loại
- Jahai ("Asli Bắc"): Cheq Wong; Ten'edn (Mos); Batek, Jahai, Minriq, Mintil; Kensiu, Kintaq (Kentaqbong), Maniq.
- Senoi ("Asli Trung"): Semai, Temiar, Lanoh, *Sabüm, Semnam.
- Asli Nam: Mah Meri (Besisi), Semelai, Temoq, Semaq Beryli.
- Jah Hut.

Tiếng Kenaboi là một ngôn ngữ đã biến mất chưa được phân loại, có thể thuộc Nhóm ngôn ngữ Asli.